# فوهة (جغرافية)

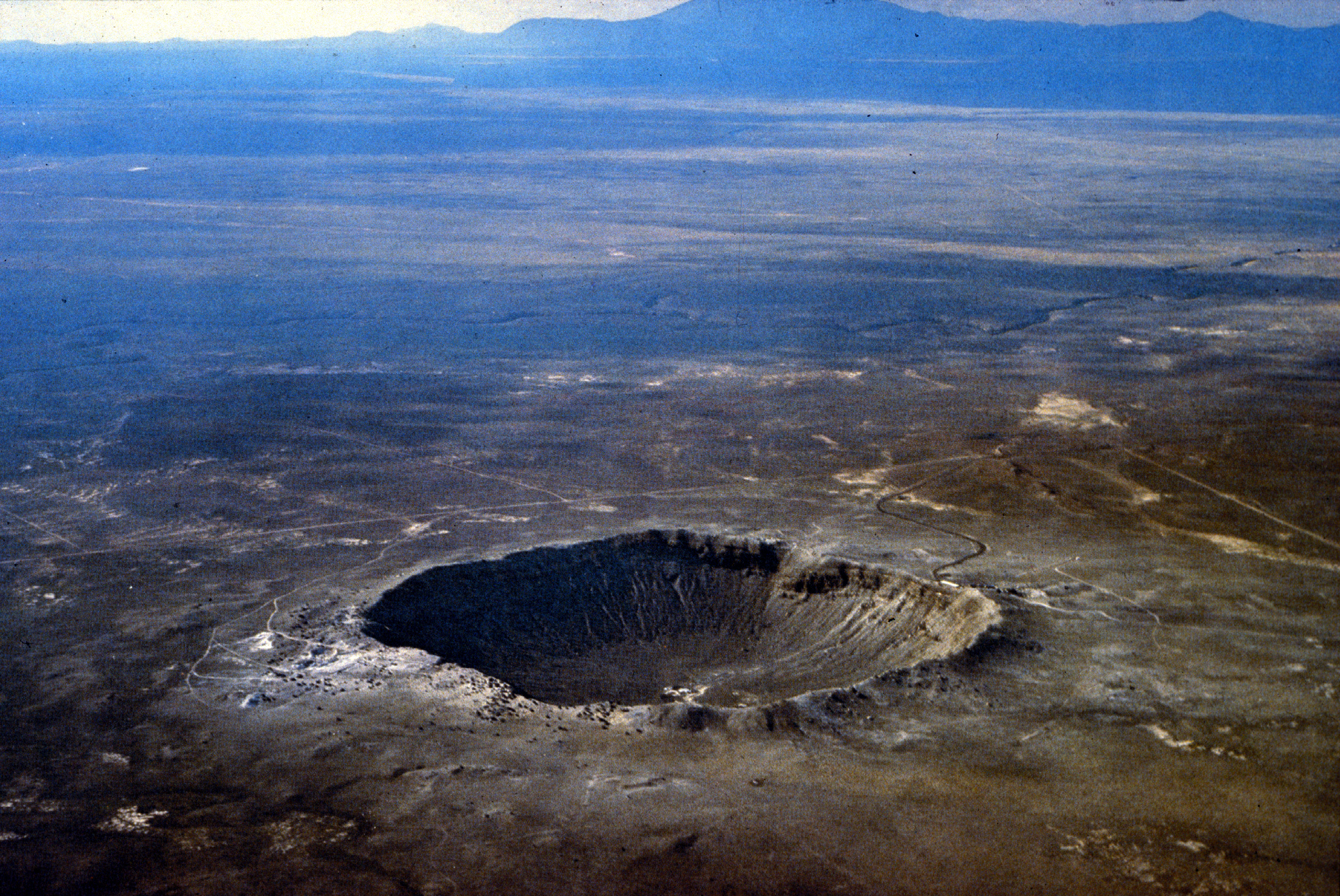
فوهة عمرها 50000 عام شرق فلاغستاف في أريزونة في الولايات المتحدة

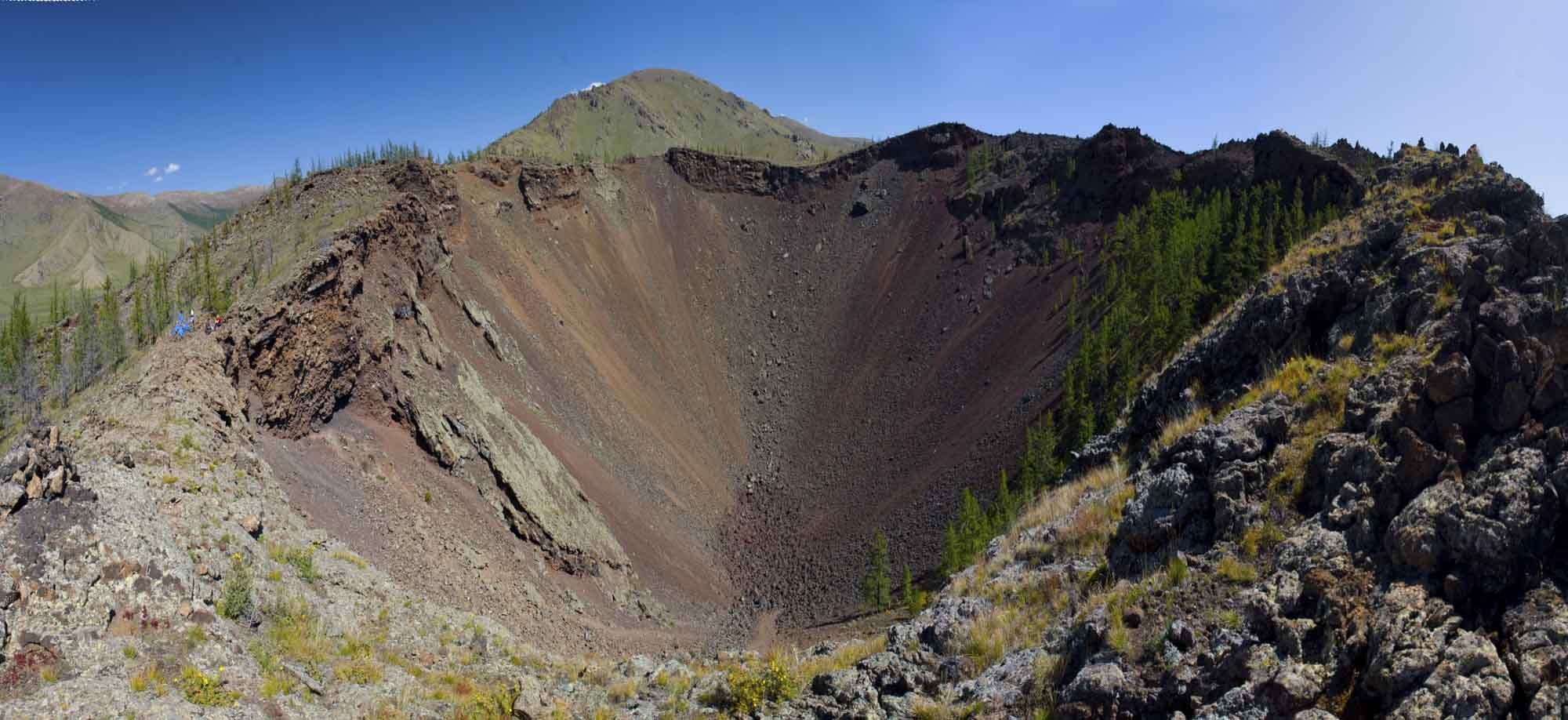
فوهة بركان بانو هُرجو في منغولية

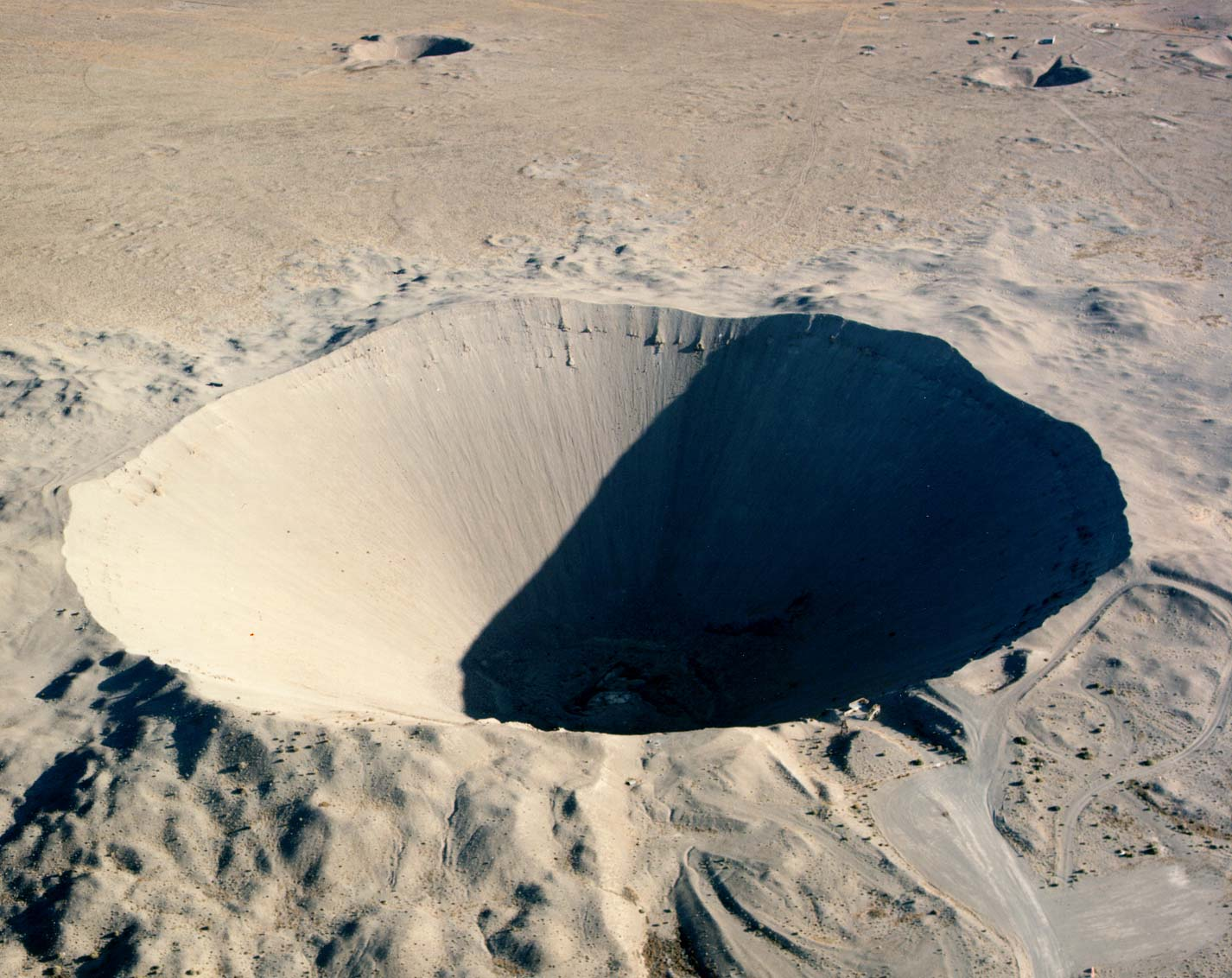
فوهة الانفجار التي أحدثها اختبار سيدان النووي في ولاية نيفادة

الفُوَّهَة أو الهُوَّة شكلٌ أرضي، حفرةٌ أو مُنخفَض على سطح كوكب، تنتُج عادةً إما من اصطدام جسم بالسطح أو من نشاطٍ أرضي على الكوكب. وصفت بأنها: «حفرةٌ وعائية الشكل، نتيجة بركانٍ، أو انفجارٍ، أو تأثيرِ حجر نيزكي». والفوهات على الأرض عمومًا نتيجةُ الانفجارات البركانية، بيد أن الفوهات الصدمية النيزكية شائعةٌ على القمر، نادرةٌ على الأرض. 
وفُوَّهة البُركان: حفرةٌ تعلو البركان، شبه مستديرة، جوانبها شديدة الانحدار.